# Himantolophus azurlucens
Himantolophus azurlucens — вид вудильникоподібних риб родини Himantolophidae. Це морський, батипелагічний вид. Зустрічається лише на сході Тихого океану біля узбережжя Панами на глибині 900—1100 м. Тіло сягає завдовжки 14,1 см.